# Семейко, Николай Илларионович
Никола́й Илларио́нович Семе́йко (25 марта 1923 года — 20 апреля 1945 года) — советский военный лётчик, гвардии капитан, дважды Герой Советского Союза.

## Биография
Родился 25 марта 1923 года в городе Славянске (ныне Донецкая область Украины) в семье служащего. По национальности — украинец.
Окончил неполную среднюю школу № 12, которая носит его имя.
В Красной Армии с 1940 года. В 1942 году окончил Ворошиловградскую военную авиационную школу пилотов и в том же году — Курсы усовершенствования командного состава. Член ВКП(б) с 1943 года.

### Период Великой Отечественной войны
На фронтах Великой Отечественной войны с марта 1943 года. Был командиром экипажа, звена, заместителем командира, командиром и штурманом эскадрильи 75-го гвардейского штурмового авиационного полка, начав боевую деятельность под Сталинградом, участвовал в боях на реке Миус, за освобождение Донбасса, Крыма, Украины, Белоруссии, в составе войск Южного, 4-го Украинского и 3-го Белорусского фронтов.
К октябрю 1944 года являлся штурманом эскадрильи 75-го гвардейского штурмового авиационного полка и штурманом того же полка 1-й гвардейской штурмовой авиационной дивизии 1-й воздушной армии 3-го Белорусского фронта.
Ко времени своего последнего вылета Н. И. Семейко совершил 227 боевых вылетов на штурмовку вражеских войск, в результате которых он лично уничтожил и повредил семь танков, 10 артиллерийских орудий, пять самолетов на вражеских аэродромах, 19 автомашин с войсками и грузами, паровоз, взорвал два склада с боеприпасами, подавил 17 огневых точек зенитной артиллерии, уничтожил много другой боевой техники и живой силы противника.
Указом Президиума Верховного Совета СССР от 19 апреля 1945 года за мужество и героизм, проявленные в боях с немецко-фашистскими захватчиками, гвардии капитану Семейко Николаю Илларионовичу присвоено звание Героя Советского Союза с вручением ордена Ленина и медали «Золотая Звезда».
На следующий день после подписания Указа о присвоении ему геройского звания, 20 апреля 1945 года, он погиб в воздушном бою в Восточной Пруссии.
Указом Президиума Верховного Совета СССР от 29 июня 1945 года Семейко Николай Илларионович посмертно награждён второй медалью «Золотая Звезда».

## Награды
- Дважды Герой Советского Союза (19.04.1945, 29.06.1945);
- орден Ленина (19.04.1945);
- четыре ордена Красного Знамени (30.08.1943, 01.11.1943, 15.08.1944, 24.10.1944);
- орден Богдана Хмельницкого 3-й степени (23.04.1945);
- орден Александра Невского (03.07.1944);
- орденом Отечественной войны 1-й степени (23.02.1944);
- медали.

## Память

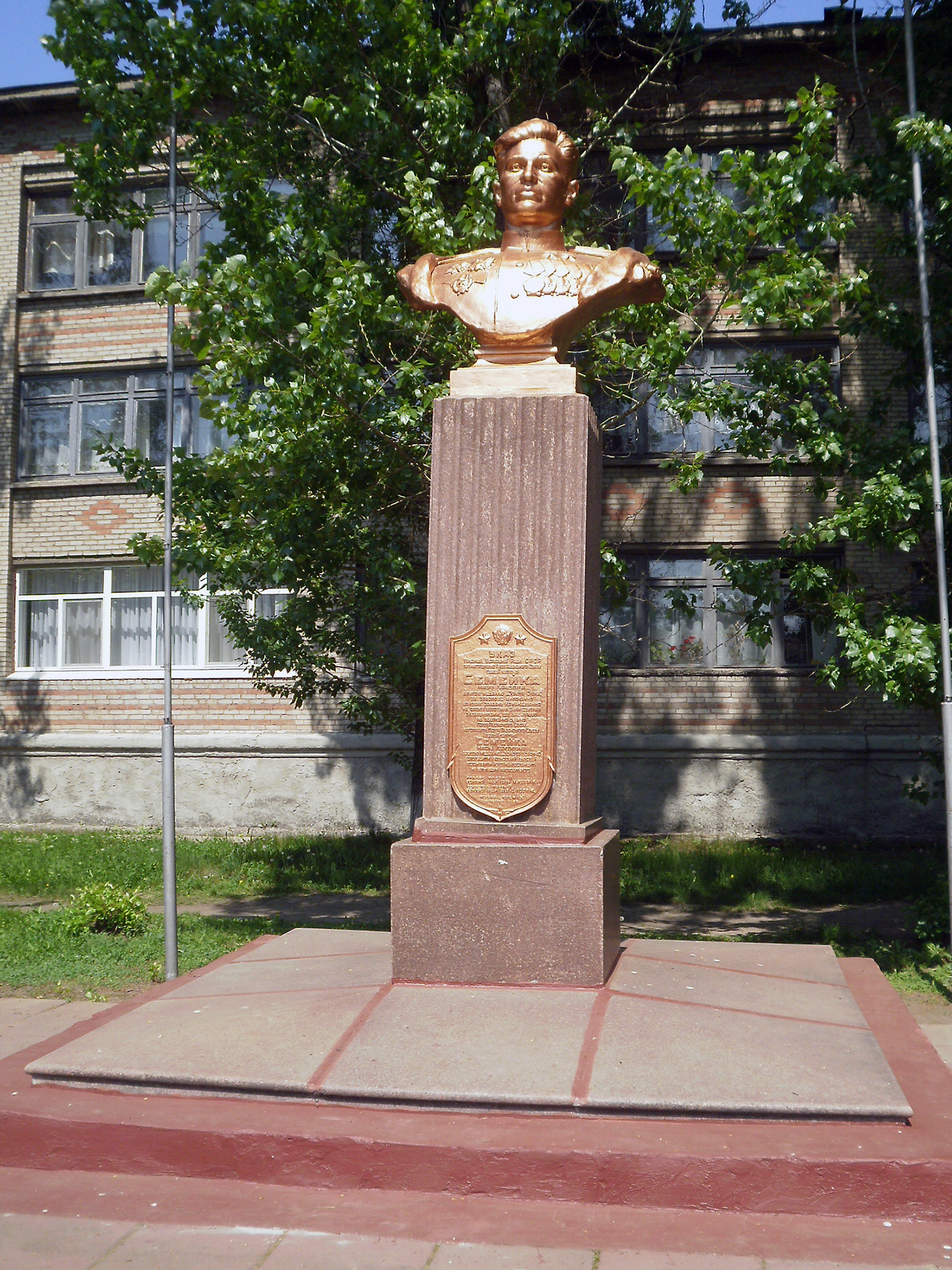
Бюст Николая Семейко в Славянске возле школы № 12, в которой он учился. Создан в 1948, скульптор С. Н. Попов. Стоит на одноименной площади и поныне.

- На родине дважды Героя Советского Союза Н. И. Семейко установлен его бронзовый бюст работы С. Н. Попова и названа площадь.
- Именем Николая Семейко был назван средний рыболовный траулер проекта 502Э — бортовой номер КИ-8059. Порт приписки Калининград.